# تقریب الکترون مستقل
در فیزیک ماده چگال، تقریب الکترون مستقل ساده‌سازی است که در سیستم‌های پیچیده، متشکل از الکترون‌های فراوان، استفاده می‌شود که برهم‌کنش الکترون-الکترون در کریستال‌ها را پوچ می‌کند. این یک الزام برای مدل الکترون آزاد و مدل الکترون تقریباً آزاد است که در کنار قضیه بلوخ استفاده می‌شود. در مکانیک کوانتومی، این تقریب اغلب برای ساده کردن مسئله چندپیکره کوانتومی به تقریب‌های تک-ذره‌ای استفاده می‌شود.

## تلقی کوانتومی
برای مثالی از سودمندی تقریب الکترون مستقل در مکانیک کوانتومی، یک کریستال N-اتمی با یک الکترون آزاد در هر اتم (هر کدام با عدد اتمی Z) را در نظر بگیرید. با نادیده گرفتن اسپین، همیلتونی سیستم به شکل زیر در می‌آید:
{\displaystyle {\mathcal {H}}=\sum _{i=1}^{N}\left({\frac {-\hbar ^{2}\nabla _{i}^{2}}{2m_{e}}}-\sum _{I=0}^{N}{\frac {e^{2}Z}{\left|\mathbf {r} _{i}-\mathbf {R} _{I}\right|}}+{\frac {1}{2}}\sum _{i\neq j}^{N}{\frac {e^{2}}{\left|\mathbf {r} _{i}-\mathbf {r} _{j}\right|}}\right)}
، که {\displaystyle \hbar } ثابت پلانک کاهش یافته، e بار بنیادی، me جرم سکون الکترون، و {\displaystyle \nabla _{i}} عملگر گرادیان برای الکترون i است. حرف بزرگ {\displaystyle \mathbf {R} _{I}} جانمایی شبکه I -ام (موقعیت تعادل هسته‌های I-ام) است و حرف کوچک {\displaystyle \mathbf {r} _{i}}  موقعیت الکترون i-ام است.